# كولن هيغينز
كولن هيغينز (بالإنجليزية: Colin Higgins)‏ (و. 1941 – 1988 م) هو مخرج أفلام، وكاتب سيناريو، ومنتج أفلام، وكاتب، وكاتب مسرحي، وممثل أفلام من أستراليا، والولايات المتحدة، ولد في نوميا، توفي في بيفرلي هيلز كاليفورنيا، عن عمر يناهز 47 عاماً، بسبب إيدز.

## التعليم
تعلم في جامعة ستانفورد، وجامعة كاليفورنيا، لوس أنجلوس، ومدرسة يو سي إل إيه للمسرح والسينما والتلفزيون ‏.

## وصلات خارجية
- كولن هيغينز على موقع IMDb (الإنجليزية)
- كولن هيغينز على موقع ألو سيني (الفرنسية)
- كولن هيغينز على موقع أول موفي (الإنجليزية)
- كولن هيغينز على موقع قاعدة بيانات برودواي على الإنترنت (الإنجليزية)
- كولن هيغينز على موقع قاعدة بيانات الأفلام السويدية (السويدية)
- كولن هيغينز على موقع قاعدة بيانات الفيلم (الإنجليزية)
- كولن هيغينز على موقع كينوبويسك (الروسية)